# Sesto Vario Marcello
Sesto Vario Marcello (latino: Sextus Varius Marcellus; fl. 197-216) è stato un senatore romano di età imperiale, legato alla dinastia dei Severi, in quanto sposò Giulia Soemia, da cui ebbe l'imperatore Eliogabalo.
L'imperatore Settimio Severo (193-211), cognato della madre di Giulia Soemia, inviò Marcello nella Britannia romana, nel 197, con il compito di aiutare il governatore Virio Lupo a riorganizzare la provincia: Marcello fece le funzioni di procuratore provinciale, raccogliendo le tasse e gestendo le finanze della Britannia, forse sovrintendendo all'incameramento nella res privata dell'imperatore di terre private.
L'imperatore Caracalla (211-217), figlio e successore di Severo, lo nominò prefetto del pretorio al posto di Emilio Papiniano (213-216) e praefectus urbi (tardo 211) in sostituzione di Lucio Fabio Cilone.